# 大宁寺大雄宝殿
大宁寺大雄宝殿，位于山东省临清市先锋路街道。是中华人民共和国山东省省级文物保护单位之一。
2013年，列入第四批山东省文物保护单位，该文物保护单位是一座古建筑。